# شون ميرفي (ملاكم)
شون ميرفي (بالإنجليزية: Sean Murphy) مواليد 1 ديسمبر 1964 في سانت ألبانز، هو ملاكم محترف إنجليزي سابق صنّف ضمن فئة وزن الريشة. حقق الميدالية الذهبية في دورة ألعاب الكومنولث 1986.

## إحصائيات
خاض خلال مسيرته 27 نزالا، فاز في 22 ولم يتعادل وخسر في 5. فاز بالضربة القاضية في 14 نزالا.

## الميداليات
| الميدالية | المسابقة                  |
| --------- | ------------------------- |
| ذهبية     | دورة ألعاب الكومنولث 1986 |

## روابط خارجية
- شون ميرفي على موقع بوكس ريك (الإنجليزية) (registration required)